# Arturo Godoy
Arturo Godoy (Iquique, 10 d'octubre de 1912 - ibídem, 27 d'agost de 1986) va ser un boxejador xilè de la categoria de pes pesant. Va assolir un palmarès de 124 combats, 87 victòries (49 per K.O.), 23 derrotes i 12 empats.

## Biografia
Després d'una intensa preparació a Cuba, va donar el gran salt a la boxa mundial i va prosseguir la seva carrera als Estats Units, on va demostrar el seu poder a Tampa, Miami, El Paso i Palm Beach. Després d'un viatge a Espanya, va tornar a Sud-amèrica on va derrotar a Cámpolo. Després viatja a Santiago i li guanya en fàcil combat a Eduardo Primo, José Caratoli i empata amb Tommy Loughram. Després li guanya al Brasil, a Primo i venç per knockout al llegendari campió argentí, el "Toro de las Pampas" Luis Ángel Firpo. La seva gran carrera aniria en ascens quan debuta al Madison Square Garden el 1936, davant de Leroy Haynes i Al Ettore amb qui empata en la seva gran presentació als Estats Units. El mateix any noqueja al llegendari Jack Ropper.
A finals dels anys trenta, prosseguint amb la seva carrera als EUA i sota la conducció del seu nou entrenador Lou Brix, després de guanyar consecutivament a Otis Thomas, Art Sikes, Tony Galento (per punts) i empatar amb Strickland, Godoy és considerat entre els deu millors boxejadors del món.
Pràcticament en arribar a 1940, torna a combatre a Sud-amèrica i li guanya a Birkie, per després prendre-li el títol continental a Santiago Lovell. No obstant això, durant la baralla de defensa del títol, amb un foul desqualificador, Primo li arrabassa el cinturó continental.

### Últims anys
Ja retirat del món de la boxa, Godoy va morir el 27 d'agost de 1986 als 73 anys com a resultat d'un càncer.